# Isatou Touray (Schiedsrichterin)
Isatou Touray (geb. 1986 in Banjul) ist eine gambische Fußballschiedsrichterin.

## Leben
Isatou Touray stammt aus Balangar im Distrikt Lower Saloum. Sie begann sich früh für Fußball zu interessieren und spielte in ihrer Schulmannschaft und bei örtlichen Vereinen.
Sie war mit dem langjährigen gambischen Fußballfunktionär und Leiter des Komitees für Frauenfußball beim gambischen Fußballverband, Sainey Jammeh (gest. 2011), verheiratet.
2011 begann sie mit der Ausbildung als Schiedsrichterin und hatte 2013 ihren ersten Einsatz als Schiedsrichterin oder -assistentin. Touray berichtete von Sexismus und stereotypen Vorstellungen, die ihr den Einstieg als Schiedsrichterin erschwert hätten. Bei ihrer Familie sei sie ebenfalls zunächst auf Ablehnung gestoßen. Auch 2019 schlage ihr noch Ablehnung entgegen.
Seit 2015 ist sie FIFA-Schiedsrichterin. Anfang 2018 wurde sie bei den National Sports Awards der Sports Journalists’ Association of The Gambia (SJAG) als sports personality of the year des Jahres 2017 ausgezeichnet. Im Juli/August 2019 nahm sie an der Veranstaltung Discover Football Fair Play in Berlin teil.
Um 2019 arbeitete sie als Assistant Superintendent (ASI) beim Gambia Immigration Department (GID) in Bakau.

### Einsätze (Auswahl)
- 15. Mai 2015: Qualifikationsspiel für die U-20-Fußball-Afrikameisterschaft der Frauen 2015 zwischen Burkina Faso und Dschibuti (erster Einsatz[3]).[6]
- 12. März 2016: Qualifikationsspiel für die U-17-Fußball-Weltmeisterschaft der Frauen 2016 zwischen Nigeria und Südafrika.[7]
- 8. Juni 2018: Qualifikationsspiel für den Afrika-Cup der Frauen 2018 zwischen Algerien und Äthiopien.[8]